# Callicebus aureipalatii
El lucachi, tití de Madidi  (Plecturocebus aureipalatii, Syn.:Callicebus aureipalatii) es una especie de primate platirrino que habita en Bolivia. 

## Distribución
La especie fue descubierta en las tierras de baja altitud del noroccidente de Bolivia, en selvas al pie de los Andes. Los primeros estudios indicaban que habitaba de manera endémica en Bolivia, en la margen occidental del río Beni. Sin embargo, posteriores investigaciones encontraron que también se extiende en el sur de Perú hasta por lo menos el río Tambopata.

## Descripción
El lucachi tiene un pelaje naranja-marrón, una corona dorada característica, la punta de la cola de color blanco y manos y pies negros. Como los demás miembros del género Callicebus son monógamos, establecendo parejas reproductoras de por vida. Cada pareja mantiene un territorio a salvo de parejas rivales, principalmente por medio de llamados territoriales. Los machos son los que trasportan las crías hasta que puedan valerse por sí mismas.

## Descubrimiento
La especie fue descubierta en una expedición dirigida por los biólogos Robert Wallace y Humberto Gómez de Wildlife Conservation Society. El equipo de campo, integrado por Annika M. Felton, Adam Felton, Guido Ayala, Rodolfo Nallar, Jesús Martínez y Ernesto Cáceres, fueron los primeros en filmar y registrar la especie, desconocida para la ciencia, en el parque nacional Madidi, en 2004.
En lugar de escoger el nombre específico por sí mismo, Wallace, su equipo y la WCS realizaron una subasta de los derechos del nombre para recaudar fondos para la (Fundación para el Desarrollo del Sistema Nacional de Áreas Protegidas) (FUNDESNAP), la organización sin ánimo de lucro que sostiene el parque nacional Madidi. El casino en línea GoldenPalace.com, entre más de una docena de postores, pagó US$ 650 000 para que la especie llevara su nombre.